# Veerse
Die Veerse ist ein 31,3 Kilometer langer Fluss in Niedersachsen. Das Quellgebiet befindet sich im Pietzmoor, südlich von Schneverdingen. Sie fließt weiter, vorbei an den Orten Lünzen und Veerse, durch das Naturschutzgebiet Veerseniederung und mündet zwischen Rotenburg und Scheeßel bei Veersebrück in die Wümme. Bei Westervesede mündet der Lünzener Bruchbach als größtes Nebengewässer in die Veerse.

## Zustand
Auf dem ersten Abschnitt ihres Verlaufs besitzt die Veerse, bedingt durch die Nähe zur Stadt Schneverdingen, nur die Wasser-Güteklasse II–III: kritisch belastet (beta- bis alphamesosaprob). Ab Lünzen bessert sich die Wassergüte dann in die Klasse II: mäßig belastet (betamesosaprob). Durch die gute Wasserqualität und dank eines Wiederansiedlungsprojektes des Angelvereins Westervesede ist die Veerse seit einigen Jahren wieder ein Laichgebiet für Meerforellen.
Die Veerse ist eines der naturschutzfachlich und fischfaunistisch wertvollsten Fließgewässer des Landkreises Rotenburg (Wümme) und (im Oberlauf) des Landkreises Heidekreis. Mit Flussneunauge, Bachneunauge, Mühlkoppe, Lachs, Elritze, Steinbeißer, Bachschmerle, Meerforelle, Bachforelle und Aalquappe lebt hier eine regional einmalig hohe Zahl bedrohter und geschützter Fisch- und Neunaugenarten. Auch der Fischotter ist seit einigen Jahren wieder an die Veerse zurückgekehrt.
Im April 2012 ereignete sich in Schultenwede ein Unfall, bei dem 400 m³ Gärreste aus einer Biogasanlage in den Lünzener Bruchbach liefen. Die Fischpopulation des Bruchbachs wurde dadurch auf einer Länge von 9 km vollständig zerstört. Durch spät eingeleitete Rettungsmaßnahmen wurde auch die Veerse, in die der Bruchbach fließt, in Mitleidenschaft gezogen, was die Renaturierungsarbeiten vieler Jahre zunichtemachte.
Im Landkreis Rotenburg (W.) sind der gesamte Verlauf des Baches und große Teile der Talaue Bestandteil des Fauna-Flora-Habitat(FFH)-Gebietes 38 - Wümmeniederung. Durch Mittel des Fischotterschutzprogrammes wurden zahlreiche Flächen in der Talaue vom Land Niedersachsen aufgekauft und aus der landwirtschaftlichen Nutzung genommen.

## Befahrungsregeln
Zum Schutz, dem Erhalt und der Verbesserung der Fließgewässer als Lebensraum für wild lebende Tiere und Pflanzen erließ der Landkreis Rotenburg (Wümme) 2015 eine Verordnung für sämtliche Fließgewässer. Seitdem ist das Befahren der Veerse ganzjährig verboten.